# Vukovi s Vučjaka
Vukovi s Vučjaka paravojna su postrojba sastavljena uglavnom od Srba dobrovoljaca iz područja Prnjavora u BiH. Svoju bazu su imali u mjestu Kremna kod Prnjavora. Predvodio ih je poručnik Veljko Milanković. "Vučjaci" su dobili naziv Jedinica za posebne namjene te su sudjelovali ponajprije u "Operaciji Koridor 92", zatim u bitkama kod Mišinaca, Dervente, Cera 17. lipnja i u bitkama za kotu Maksin skok, kotu Duga kosa i Dobor-kulu 7. srpnja. Više puta su uspješno rušili obranu sela Jakeš, Pećnik, Rajlovac, Odžak, Bijelo i Babino Brdo te Čardak i Modriču te neke manje otporne točke.

## Ratno djelovanje

### Predratno stanje i sami početak postrojbe
Prije rata, poručnik Veljko Milanković bio je obični prometni tehničar po zanimanju i uspješni privatni poduzetnik. 28. lipnja, na Vidovdan, odlučuje pridružiti srpskim agresorskim snagama u Domovinskom ratu u Hrvatskoj, kao i u agresiji na Bosnu i Hercegovinu. Odlazi u Golubić kod Knina gdje polazi obuku Kapetana Dragana i zbog istaknute poslušnosti i discipline dobiva čin poručnika. Potom se vraća u rodnu Kremnu, okuplja velik broj dobrovoljaca i osniva Vukove. Ubrzo su se on i njegovi „Vučjaci“ istaknuli u borbama.Postrojba prelazi 24. kolovoza preko Save u Hrvatsku u selo Mlaku, te na nadvožnjak Vrbovljani na području Okučana gdje dolazi u sukob s Hrvatskom vojskom. Tek nakon dolaska JNA potisnuta je slabo naoružana hrvatska vojska, pa Okučani padaju u ruke pobunjenih Srba. Poslije slijede Jasenovac koji je također pao u suradnji s JNA i borbe u selima Bročice te Gređani. Navodno su došli do pred Novsku, koju je tada branilo vrlo malo pripadnika HV-a.
Međutim, Novska je u borbama oko motela Jug na autocesti i u okolnim mjestima ipak obranjena. Nakon toga, Vukovi su se vratili u Vučjak u BiH. U listopadu 1991. godine već su angažirani na području oko Doboja gdje osiguravaju prevoženje oružja (teško topništvo i streljivo) iz dobojske vojarne na lokalitet Ribnjak kod Prnjavora. U to vrijeme zauzeli su i odašlijač na Kozari nakon čega je u tom dijelu teritorija BiH bio moguć prijem TV programa samo iz Banje Luke i Beograda. Krajem studenoga 1991. godine bili su kratkotrajno razoružani, a Milanković pritvoren zbog sukoba s časnicima JNA, odnosno s generalom Nikolom Uzelcem. Tijekom prosinca 1991. godine, četnici su potisnuti iz Mašičke Šagovine te je HV došao nadomak okupiranih Okučana zbog čega je postrojba ponovno uključena u borbe u zapadnoj Slavoniji. U prosincu 1992. godine Milankovića je ranila nagazna mina na području sela Smrtići oko Gornjih Bogićevaca.

### Djelovanje po oporavku
Nakon oporavka Milankovića, postrojba opet odlazi u BiH. Djeluju na području Doboja i okolnih sela Orašja, Milkovaca, Pridjela itd., a sudjeluju u osvajanju i pljački derventskog naselja „Kineska četvrt“ gdje skupa s ostalim paravojnim skupinama, osobito Knindžama, „čiste„ područje od Bošnjaka i Hrvata. Zaštićeni svjedok na suđenju u Haagu ispričao je kako je ta postrojba u travnju 1992. godine opljačkala i zapalila bošnjačko selo Lišnja, gdje je izgorjelo 76 kuća, a svjedok je vidio troje ubijenih civila.
U lipnju 1992. godine počinje akcija na Posavskom Koridoru gdje se pojavljuju Vukovi s Vučjaka u zauzimanju mjesta Cer kojeg su u jurišu osvojili. Nakon toga osvajaju Jakeš, strateško područje HVO-a gdje se branila Modriča, pa zatim Odžak.
Početkom akcije Posavski Koridor, Vukovi s Vučjaka tijesno surađuju s Martićevim Knindžama, odnosno 16. motoriziranom brigadom koja je posebno za tu prigodu došla na Koridor pod zapovjedništvom Ratka Mladića osobno. Krenuvši iz vojarne u osvojenoj Derventi, Vukovi s Vučjaka zajedno s ostalim srbočetničkim postrojbama i JNA osvajaju Babino Brdo, Begluke, Rašiće, te Bijelo Brdo kraj Bosanskog Broda. Poslije kraćeg predaha, "Vukovi" su priključeni 4. taktičkoj grupi pukovnika Pere Čolića. Zauzimaju selo Brđane, čime je probijena prva linija obrane Gradačca iz pravca Pelagićeva. Potpuno ovladavaju selima Turić, Savići, Bukvik Gornji i Donji i Liporašće. Cijelo napredovanje srpskih postrojbi bilo je praćeno mnogobrojnim zločinima i pljačkom, a pojedinačna ubojstva, protjerivanje, silovanja, osnivanje logora i divljanje nastavilo se i nakon konačnog pada Bosanske Posavine.

### Smrt "zapovjednika" i kraj Vukova
Nakon što je HV uspješno oslobodila Maslenicu početkom 1993. godine, Vukovi s Vučjaka dolaze na to područje. Tu je Milanković dana 4. veljače 1993. u selu Kašiću kod Benkovca ranjen šrapnelom u prsni koš te je nakon 10 dana preminuo na VMA u Beogradu. Nekoliko je teorija o njegovoj smrti. Neki kažu ranjen je dok je pokušavao osloboditi jedan tenk koji se je zaglavio u blatu. Bilo je, međutim, i priče da su ga ubili Arkanovci po nalogu Legije, isto kao što su, navodno, ubili i zapovjednika 92. motorizirane brigade, pukovnika Momčila Bogunovića.
Nakon njegove smrti Vukovi djeluju kao brigada u sastavu vojske RS. Srbi ga smatraju svojim nacionalnim herojem, te je njegovim imenom nazvana ulica u Novom Sadu.

## Borbe u kojima sudjeluju Vukovi uklopljeni u VRS

### Modriča, Derventa i Odžak
Prije samog pokretanja napadne operacije, postrojbe VRS-a napravile su manji pomak na bojišnici, nakon čega su prešle u obranu i očekivale pojačanja za nastavak napada. Bio je to uvod u intenzivne borbe koje će uslijediti idućih mjeseci. Zapovjednik OG-a "Doboj" (Operativne Grupe) dobio je zapovijed da odmah krene na utvrđene hrvatske snage. Uz pojačanja u suradnji s jedinicom MUP-a Doboj, agresorske su snage zauzele sela Johovac i Kotorsko 8. i 9. lipnja 1992. Strateški važan Johovac branilo je svega 20-ak pripadnika HVO-a koji su napustili položaje pred jakim oklopno-pješačkim napadom neprijatelja. 103. brigada HVO-a nije imala snage da zaustavi neprijatelja niti njegov prodor u smjeru Kladar – Johovac – Kotorsko i Đukići – Tomasovo Brdo. Gubitkom ovih položaja, VRS dobiva nadzor nad prometnicom Doboj – Derventa – Modriča. Daljnji prodor nije uspio jer se kasnilo s nastavkom napada, a i srbočetničke paravojske su se više posvetile pljačkanju ratnog plijena dvaju okupiranih sela. Tada jedinice OG-a "Doboj" prelaze u defanzivu zbog pomanjkanja svježih snaga, dok se negdje u tom trenutku otvara jedna od najuspješnijih srpskih akcija u Domovinskom ratu, "Operacija Koridor".

## Vanjske poveznice
- O padu Bosanskog Broda 6. listopada 1992.
- Vukovi s Vučjaka
- Amblemi kronološki poredani